# Rakel Seweriin

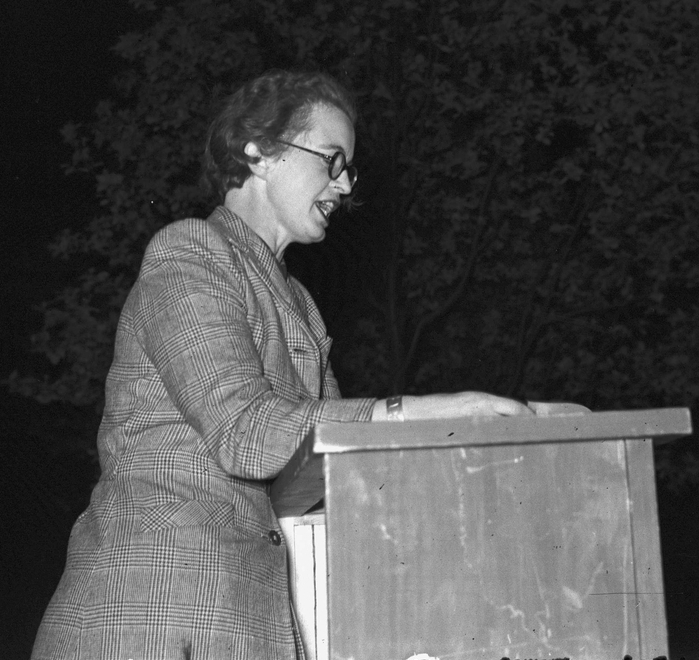
Rakel Seweriin, 1946

Rakel Solberg Seweriin (* 26. Juni 1906 in Hof, heute Holmestrand; † 17. September 1995 in Oslo) war eine norwegische Politikerin der Arbeiderpartiet (Ap). Sie war zunächst in der Arbeiterbewegung und Lokalpolitik in Oslo aktiv und floh während des Zweiten Weltkriegs nach London. Nach ihrer Rückkehr war sie von 1945 bis 1969 Abgeordnete im Storting und von November 1953 bis August 1955 die Sozialministerin ihres Landes. Sie gehörte zu den einflussreichsten Frauen in der norwegischen Politik nach der Zeit des Zweiten Weltkriegs.

## Leben

### Herkunft und Ausbildung
Seweriin kam 1906 als Tochter des Bahnhofsvorstands Casper Fredrik Solberg (1870–1932) und der Hotelbetreiberin Zefra Eliagna Natterstad (1871–1949) zur Welt. Sie wuchs in einfachen Verhältnissen in der Ortschaft Eidsfoss auf. Ihre Mutter, die ein Eisenbahnhotel betrieb und dadurch selbst ein festes Einkommen hatte, legte Wert auf die Bildung ihrer Töchter. So gehörte Seweriin zu den eher wenigen Frauen, die in den 1920er-Jahren die Hochschulreife erlangten.
Nachdem sie im Jahr 1926 ihre Schulzeit abgeschlossen hatte, zog sie nach Oslo. Dort begann sie die Ausbildung zur Stenografin im norwegischen Nationalparlament Storting. Die Ausbildung finanzierte sie sich durch die zusätzliche Arbeit als Haushaltshilfe. Während dieser Zeit engagierte sie sich auch in der sozialdemokratischen Parteijugend Arbeidernes Ungdomsfylking (AUF). Ab 1929 arbeitete sie als Stenografin. Im Jahr 1930 belegte sie Kurse in deutscher und englischer Stenografie.
Seweriin heiratete im Jahr 1932 den Lehrer und Journalisten Ernst Samuel Sørensen (1903–1972). Die Ehe wurde später aufgelöst. Im Jahr 1937 heiratete sie den Arzt Alf Christian Seweriin (1909–1961).

### 1937–1945: Lokalpolitik, Widerstandsarbeit und Flucht nach London
Seweriin zog im Jahr 1937 in den Stadtrat von Oslo ein, wo sie bis 1940 verblieb. Im selben Jahr wurde sie zur stellvertretenden AUF-Vorsitzenden gewählt. Diesen Posten behielt sie bis 1946. Seweriin selbst sagte über ihren Einzug in den Osloer Stadtrat, dass sie dort auf Widerstand gestoßen sei. So sei sie laut einigen zu jung gewesen und noch nicht lange genug in der Arbeiterbewegung engagiert gewesen. Gemeinsam mit ihrem Ehemann begann sie sich nach dem Ausbruch des Zweiten Weltkriegs in Norwegen im Jahr 1940 im Widerstand zu engagieren. Die beiden gehörten zu den Initiatoren der im Untergrund agierenden Zeitung Fri Fagbevegelse.
Im Jahr 1942 floh das Ehepaar nach London. Dort wurde Seweriin für das Oberkommando der norwegischen Streitkräfte tätig. In dieser Zeit war sie außerdem Mitglied des norwegischen Frauenkomitees der Regierung (Den norske Regjerings Kvinnekomité) und des Programmrates des norwegischen Rundfunks Norsk rikskringkasting (NRK).

### Ab 1945: Stortings-Abgeordnete und Sozialministerin
Nach ihrer Rückkehr in Norwegen wurde sie für die Parlamentswahl 1945 auf dem vierten Platz der Osloer Wahlliste ihrer Partei nominiert. Seweriin zog schließlich in das Storting ein, wo sie stellvertretende Vorsitzende des Sozialausschusses wurde. Nach der Wahl 1949 übernahm sie die Position als Vorsitzende des Sozialausschusses. Dabei wurde sie die erste Frau ihrer Partei, die den Vorsitz eines Stortingsausschusses übernahm. Ab Januar 1950 fungierte Seweriin als Vizesekretärin des Parlaments. Im November 1950 übernahm sie kommissarisch die Position als Parlamentssekretärin, die sie schließlich von Januar 1951 bis Januar 1953 regulär ausübte. Von Dezember 1945 bis November 1953 gehörte sie zudem dem Fraktionsvorstand ihrer Parteifraktion an. Im Jahr 1953 begann sie der Frauenorganisation der Arbeiderpartiet vorzustehen. Sie blieb bis 1963 Vorsitzende der Organisation.
Am 2. November 1953 wurde sie zur Sozialministerin in der Regierung Torp ernannt. Dort ersetzte sie ihre Parteikollegin Aaslaug Aasland, die von diesem Amt zurückgetreten war. Seweriin setzte ihre Amtszeit als Sozialministerin ab Januar 1955 in der Regierung Gerhardsen III fort. Ihre Amtszeit endete am 1. August 1955. Über ihre Regierungszeit unter Gerhardsen sagte sie, dass sie „wie eine Geisel“ in der Regierung gesessen sei und sie keine einzige wichtige Sache in dieser Zeit durchsetzen konnte. Über Ministerpräsident Einar Gerhardsen sagte sie später aus, dass sich dieser nicht für Frauenangelegenheiten interessierte.
Nachdem sie aufgrund ihrer Regierungsmitgliedschaft ihr Mandat im Storting hatte ruhen lassen müssen und unter anderem von Aase Lionæs vertreten worden war, kehrte sie im August 1955 ins Parlament zurück. Dort wurde sie einfaches Mitglied im Sozialausschuss. Nach der Stortingswahl 1957 ging sie in den Kirchen- und Unterrichtsausschuss über, wo sie die Position als stellvertretende Vorsitzende übernahm. Im Anschluss an die Parlamentswahl 1961 ging Seweriin in den Außen- und Konstitutionsausschuss über, wo sie auch nach der Wahl 1965 verblieb. In der von 1961 bis 1965 andauernden Legislaturperiode war sie zudem erneut Mitglied im Fraktionsvorstand ihrer Partei. Im Herbst 1969 schied sie nach 24 Jahren aus dem Parlament aus. Seweriin wurde durch ihre lange Zeit als Abgeordnete und ihre Zeit als Sozialministerin zu einer der einflussreichsten Frauen in der norwegischen Politik nach dem Zweiten Weltkrieg.